# Narciso Romero
Narciso Romero Morro (1969) es un político español, y exalcalde de San Sebastián de los Reyes .

## Biografía

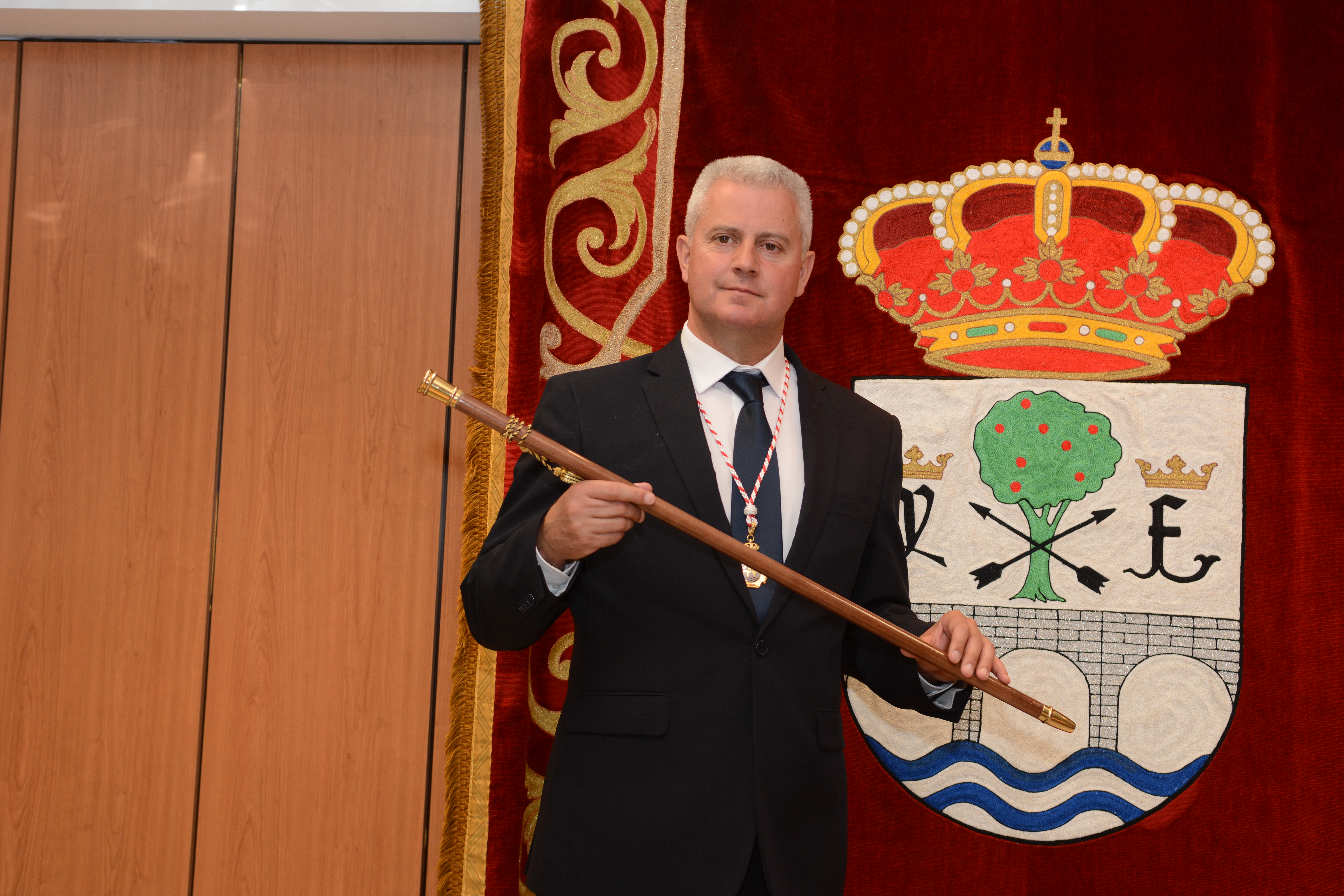
Narciso Romero, reelegido en junio de 2019.

Nació el 10 de abril de 1969 en Madrid. Casado y padre de dos hijos, se licenció en Derecho en la Universidad Autónoma de Madrid (UAM) y desarrolló su actividad profesional en la empresa  privada antes de dar el salto a la política municipal. Abogado de profesión, comenzó desde muy joven a colaborar con el Partido Socialista Obrero Español (PSOE). 
El 14 de mayo de 2009 fue elegido el nuevo secretario general del PSOE de San Sebastián de los Reyes. Tras las elecciones municipales de 2015, fue investido alcalde del municipio el 13 de junio de 2015, con los votos del PSOE, Izquierda Independiente, Ganemos Sanse, Sí se Puede y Ciudadanos, lo que supuso el explícito apoyo de 17 de los 25 concejales de la Corporación. En noviembre de 2017 fue reelegido como secretario general de la agrupación socialista local.  
En junio de 2019 fue reelegido alcalde después de que el Partido Socialista Obrero Español resultara ser la fuerza más votada del municipio en las elecciones municipales, ganando en unos comicios locales en los que el PSOE no había vuelto a ocupar la primera posición desde el mes de mayo de 1991 Archivado el 26 de marzo de 2019 en Wayback Machine..   
En mayo de 2023 perdió las elecciones municipales , perdiendo así la alcaldía del municipio tras 8 años de su equipo de gobierno.   
De manera inmediatamente posterior al Estado de Alarma, Narciso Romero se destacó por ser el primer alcalde que se opuso a la cesión voluntaria del denominado Remanente Líquido de Tesorería al Ministerio de Hacienda del Gobierno de España. Dicho remanente iba a ser destinado a un plan plurianual de inversiones para la ciudad de San Sebastián de los Reyes y su cesión suponía una merma para las infraestructuras de la ciudad. Por estas razones, el regidor de Sanse se convirtió en una de las primeras voces críticas contra la propuesta gubernamental, que limitaba la capacidad de maniobra del consistorio madrileño en un periodo crítico. 
Fue acusado por prevaricación, pero se archivó el caso.